# Provincies van Ierland
De Provincies van Ierland is van oudsher de onderverdeling van het Ierse eiland.
Deze onderverdeling is niet langer van bestuurlijk belang, maar in sportwedstrijden wordt de verdeling nog steeds gebruikt om de landskampioen aan te wijzen. Zie bijvoorbeeld hurling en gaelic football.
1. Leinster
2. Munster
3. Connacht
4. Ulster

Oorspronkelijk was er nog een vijfde provincie, Meath (nu een county), die zich uitstrekte over het grensgebied van Leinster en Ulster, en waar zich de voormalige stad Tara bevond.